# Aglais milberti
Aglais milberti  (лат.) — дневная бабочка из рода Aglais, семейства нимфалиды (Nymphalidae).

## Описание
Размах крыльев 42 — 63 мм. Крылья чёрные с оранжевыми полосами. Ближе к внешнему краю крыла оранжевый фон становится жёлтым. По краю крыльев проходят чёрная кайма.

## Ареал
Северная Америка — в частности Канада и Аляска, а также запад США. Бабочки встречаются на окраинах леса, лесных полянах и лесных дорогах.

## Размножение
В год дает два поколения. Время лёта с мая по октябрь. Самки откладывают до 900 яиц.

### Кормовые растения гусениц
- Крапива двудомная (Urtica dioica)
- Urtica procera